# Baza standardowa

Każdy trójwymiarowy wektor a jest kombinacją liniową wektorów bazy standardowej i, j oraz k.

Baza standardowa (również baza naturalna lub baza kanoniczna) – zbiór wektorów jednostkowych przestrzeni euklidesowej wskazujących każdą z osi układu współrzędnych kartezjańskich.
Przykładowo bazą standardową płaszczyzny euklidesowej są wektory
{\displaystyle \mathbf {e} _{x}=(1,0),\quad \mathbf {e} _{y}=(0,1),}
a bazą standardową trójwymiarowej przestrzeni euklidesowej są wektory
{\displaystyle \mathbf {e} _{x}=(1,0,0),\quad \mathbf {e} _{y}=(0,1,0),\quad \mathbf {e} _{z}=(0,0,1).}
Powyższe wektory {\displaystyle \mathbf {e} _{x},\mathbf {e} _{y},\mathbf {e} _{z}} wskazują odpowiednio kierunki osi {\displaystyle x,y,z.} Istnieje kilka popularnych notacji tych wektorów, a wśród nich
{\displaystyle \{\mathbf {e} _{x},\mathbf {e} _{y},\mathbf {e} _{z}\},}
{\displaystyle \{\mathbf {e} _{1},\mathbf {e} _{2},\mathbf {e} _{3}\},}
{\displaystyle \{\mathbf {i} ,\mathbf {j} ,\mathbf {k} \},}
{\displaystyle \{\mathbf {x} ,\mathbf {y} ,\mathbf {z} \}.}
Czasami wektory te zapisywane są z daszkiem, aby uwypuklić fakt jednostkowości tych wektorów.
Wspomniane wektory stanowią bazę w tym sensie, iż każdy inny wektor może być przedstawiony jednoznacznie jako ich kombinacja liniowa. Na przykład każdy wektor {\displaystyle \mathbf {v} } przestrzeni trójwymiarowej może być zapisany jako
{\displaystyle v_{x}\,\mathbf {e} _{x}+v_{y}\,\mathbf {e} _{y}+v_{z}\,\mathbf {e} _{z},}
gdzie skalary {\displaystyle v_{x},v_{y},v_{z}} są składowymi wektora {\displaystyle \mathbf {v} .}
W {\displaystyle n}-wymiarowej przestrzeni euklidesowej istnieje {\displaystyle n} różnych wektorów bazy standardowej
{\displaystyle \{\mathbf {e} _{i}:i=1,\dots ,n\},}
gdzie {\displaystyle \mathbf {e} _{i}} oznacza wektor z {\displaystyle 1} na {\displaystyle i}-tej współrzędnej i {\displaystyle 0} wszędzie indziej.

## Własności
Z definicji baza standardowa jest ciągiem ortogonalnych wektorów jednostkowych. Innymi słowy jest to baza uporządkowana i ortonormalna.
Jednakże uporządkowana baza ortonormalna nie musi być bazą standardową, np. wektory
{\displaystyle \mathbf {e} _{1}=\left({\tfrac {\sqrt {3}}{2}},{\tfrac {1}{2}}\right)}
{\displaystyle \mathbf {e} _{2}=\left({\tfrac {1}{2}},-{\tfrac {\sqrt {3}}{2}}\right)}
są jednostkowe i ortogonalne, ale baza ortonormalna, którą tworzą, nie spełnia definicji bazy standardowej.

## Uogólnienia
Istnieje również baza standardowa pierścieni wielomianów {\displaystyle n} zmiennych nad ciałem, mianowicie baza jednomianów.
Wszystkie poprzednie bazy były przypadkami szczególnymi rodziny
{\displaystyle (e_{i})_{i\in I}=((\delta _{ij})_{j\in I})_{i\in I},}
gdzie {\displaystyle I} jest dowolnym zbiorem, a {\displaystyle \delta _{ij}} to symbol Kroneckera, równy zeru, jeżeli {\displaystyle i\neq j} i równy jedności, jeśli {\displaystyle i=j.} Rodzina ta jest bazą kanoniczną {\displaystyle R}-modułu (modułu wolnego) {\displaystyle R^{(I)}} wszystkich rodzin {\displaystyle f=(f_{i})} z {\displaystyle I} w pierścień {\displaystyle R,} które są zerami z wyjątkiem skończonej liczby współczynników, jeżeli przyjmie się, że {\displaystyle 1} to {\displaystyle 1_{R},} czyli jedność w {\displaystyle R.}

## Inne
Istnienie innych baz standardowych stało się obiektem zainteresowań geometrii algebraicznej, poczynając od pracy Hodge’a z 1943 dotyczącej grassmannianów. Dziś jest to część teorii reprezentacji nazywanej teorią jednomianów standardowych. Ideę bazy standardowej w uniwersalnej algebrze obwiedniej (ang. universal enveloping algebra) algebry Liego uzyskuje się na mocy twierdzenia Poincarégo-Birkhoffa-Witta.
Bazą standardową nazywa się też czasami bazę Gröbnera.